# ストラスアイラ蒸留所
ストラスアイラ蒸留所（ストラスアイラじょうりゅうじょ、Strathisla Distillery [stræθˈaɪlə]）は、スコットランドのスペイサイドにあるスコッチ・ウイスキーの蒸留所。
シーバスリーガルにキーモルトを供給している蒸留所であり、製造された原酒の99%はシーバスリーガル用に使われる。また、スペイサイドに現存する最古の蒸留所で、その外観の美しさから観光地としても人気がある。

## 歴史
18世紀後半のキースはそれまでの主要産業であったリネン産業が衰退しており、これを受けて新たな事業を立ち上げようとした地元の実業家、ジョージ・テイラーとアレグザンダー・ミルンによって1786年に創業された。なお、1786年創業というのは正式な酒造免許を取得したスコットランド最古の蒸留所であり、このことはギネス世界記録においても認定されている。当時のキースがリネン産業の街だったこともあり、設立当初は「ミルタウン」（Milltown、「工場の街」の意味）という名前だった。ただし、蒸留所のそばを流れる川がアイラ川という川だったため、設立当初から地元では「ストラスアイラ」（strathisla、ゲール語で「アイラ川の広い谷」の意味）と呼ばれており、1830年時点ですでにその名称が定着していた。実際、1870年には正式に「ストラスアイラ」と改名されている。
創業後は1823年にマクドナルド・イングラム社に、1830年にはウィリアム・ロングモアの手に売却された。ロングモアの所有下では1876年と1879年の二度にわたって大規模な火災が発生し操業に大きな影響が出たものの、ロングモアは死亡する1880年まで同蒸留所を所有し続けた。その後はロングモアの義理の息子であるジョン・ゲデス＝ブラウンがウィリアム・ロングモア社を設立して経営を引き継ぎ、1890年には「ミルトン蒸留所」に改名される。なお、ストラスアイラ最大の特徴とも言える双塔のパゴダはチャールズ・ドイグによって1890年に作られたものである。
1940年代になるとジェイ・ポメロイが同社の大株主となる。しかし、同氏の経営者としての手腕はあまりよくなかったようで1949年に同社は倒産、ポメロイ自身は脱税の咎で投獄されてしまった。この倒産を受けて1950年、シーグラム社傘下のシーバス・ブラザーズ社によって買収される。買収額は71,000英ポンド。そして翌1951年から再び「ストラスアイラ」の名で蒸留が再開される。シーバスリーガルにとってモルト原酒を安定確保できるようになったこの買収はひとつの大きな節目となった
。その後2001年にシーグラム社がウイスキー産業から撤退。ストラスアイラはシーバス・ブラザーズごとフランスの酒造メーカー、ペルノ・リカールの傘下に収まった。

## 製造

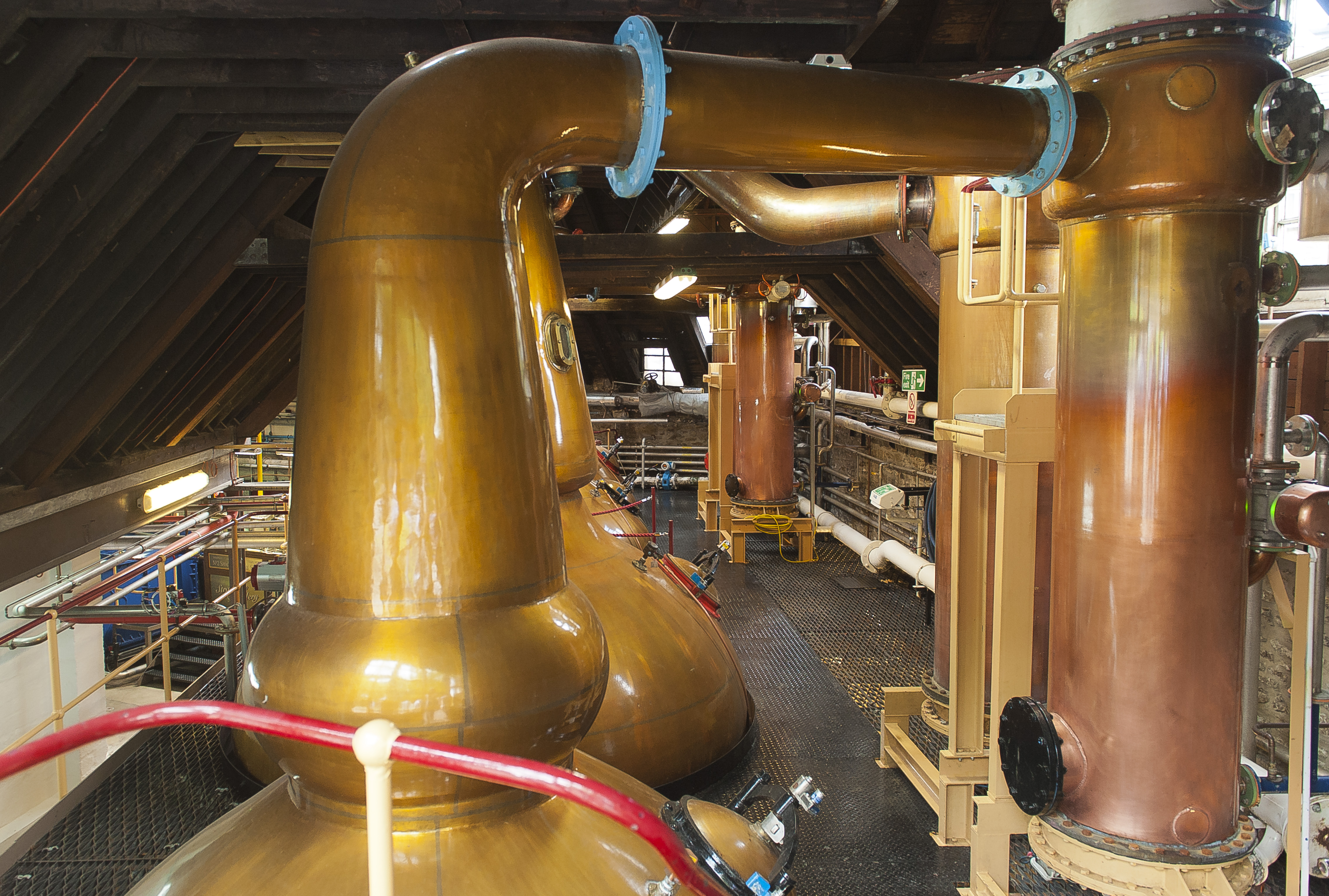
ポットスチル。手前はボール型。

マッシュタン（糖化槽）は銅の蓋がついたステンレス製のものが1基で、糖化1回に6時間かかる。一度の仕込みではノンピート麦芽5.12トンが消費され、54時間の発酵を経て23800リットルの麦汁が作られる。ウォッシュバック（発酵槽）はオレゴンパイン製7基とカラマツ製3基で合計10基。評論家のマイケル・ジャクソンは、この木製のウォッシュバックはストラスアイラのドライ、フルーティー、オーキーな個性に重要な影響を及ぼしていると評している。
仕込みに使う水はブルームヒルの泉から湧く軟水を主に使っており、一部はブイエンの泉（ゲール語で「泡立つ泉」の意味）の水が使われている。ブイエンの泉はカルシウムを含む中硬水で、古く13世紀にはドミニコ会の修道士たちがビールを醸造するために利用していた。
ポットスチルはランタンヘッド型の初留器が2基、ボール型の再留器が2基の計4基がある。加熱方式はすべて一般的な蒸気式。ストラスアイラの蒸留棟は狭く、蒸留器もおしなべて背が低く小型であり、それゆえやや重めの原酒が出来上がる。なお富士御殿場蒸溜所のポットスチルはストラスアイラのスチルをモデルに作られている。
生産されたニューポットは63.5 %に加水、樽詰めされるが、そのほとんどはタンクローリーでキース郊外のシーバス社の集中熟成庫に運ばれて樽詰めされる。蒸留所内にもラック式2棟、ダンネージ式1棟は熟成庫があるため、少量であれば敷地内で熟成ができる。

## 製品

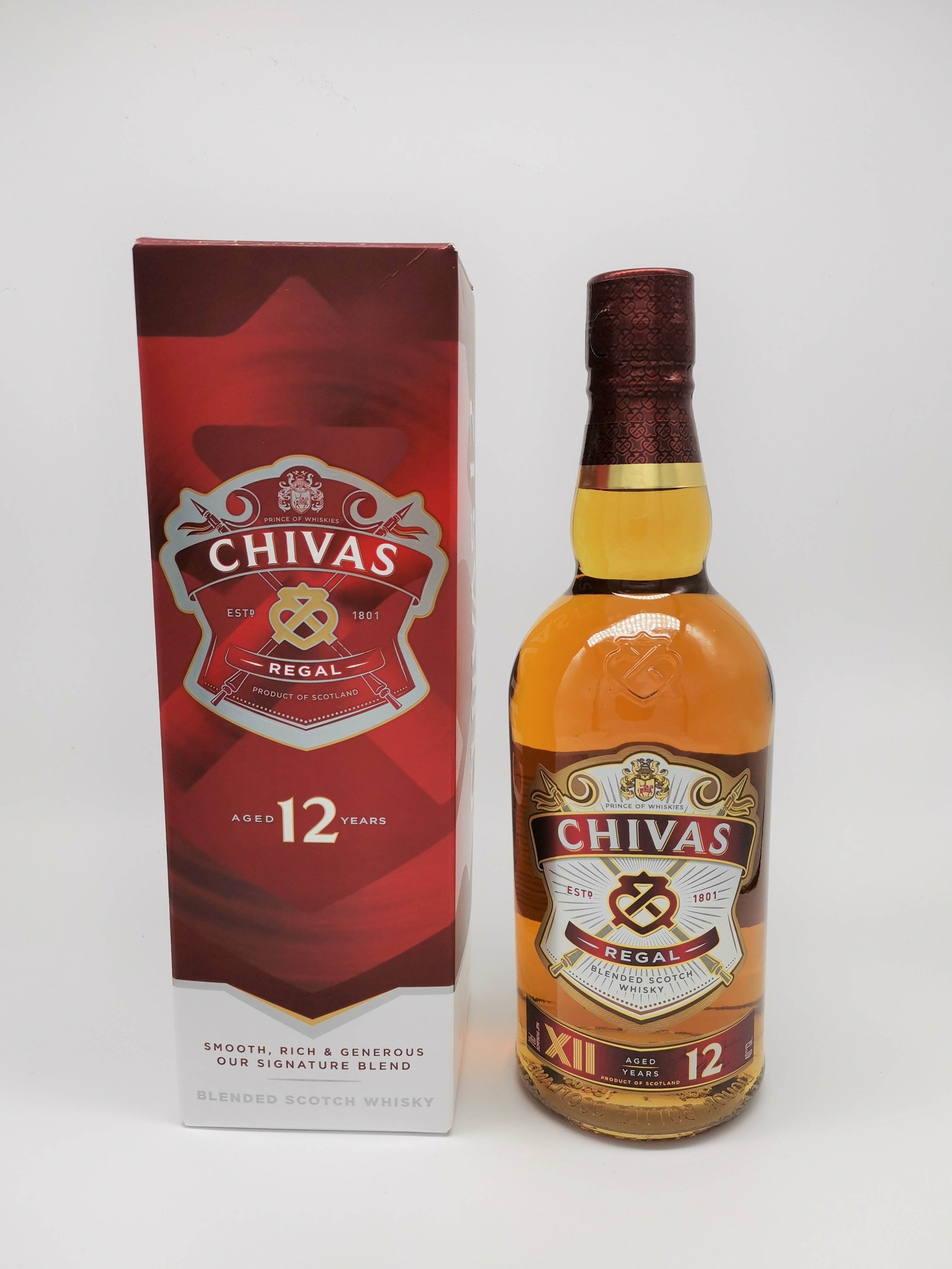
シーバスリーガル12年

ストラスアイラはブレンデッドウイスキーのシーバスリーガルにとって非常に重要なキーモルトであり、それゆえ生産された原酒の99 %はシーバス用に回される
。「ストラスアイラ12年」がシングルモルトのオフィシャルボトルとして少量販売されていたが、これは2019年に終売となってしまった。ただし、インディペンデント・ボトラーのゴードン&マクファイルと昔から関係性が深く、1960年代から蒸溜所公認の「蒸溜所ラベルシリーズ」の一つとしてリリースされつづけられてきた事から、同社のリリースは比較的手に入りやすい。

### 使用されているブレンデッドウイスキー
- シーバスリーガル[1]
- ロイヤルサルート[1]

## 評価

### 味
評論家のマイケル・ジャクソンはストラスアイラのハウススタイルを「ドライ、フルーティ。食後酒。」と評しているほか、熟成の足りない原酒は固さを感じさせるが、良質な樽で十分に熟成した原酒は花とあっさりしたフルーツのアロマを感じられると評している。また、評論家の土屋守はストラスアイラを「華やかでコクがあり、熟したリンゴのような香りがするすぐれた食後酒」と評している。

### 観光地として

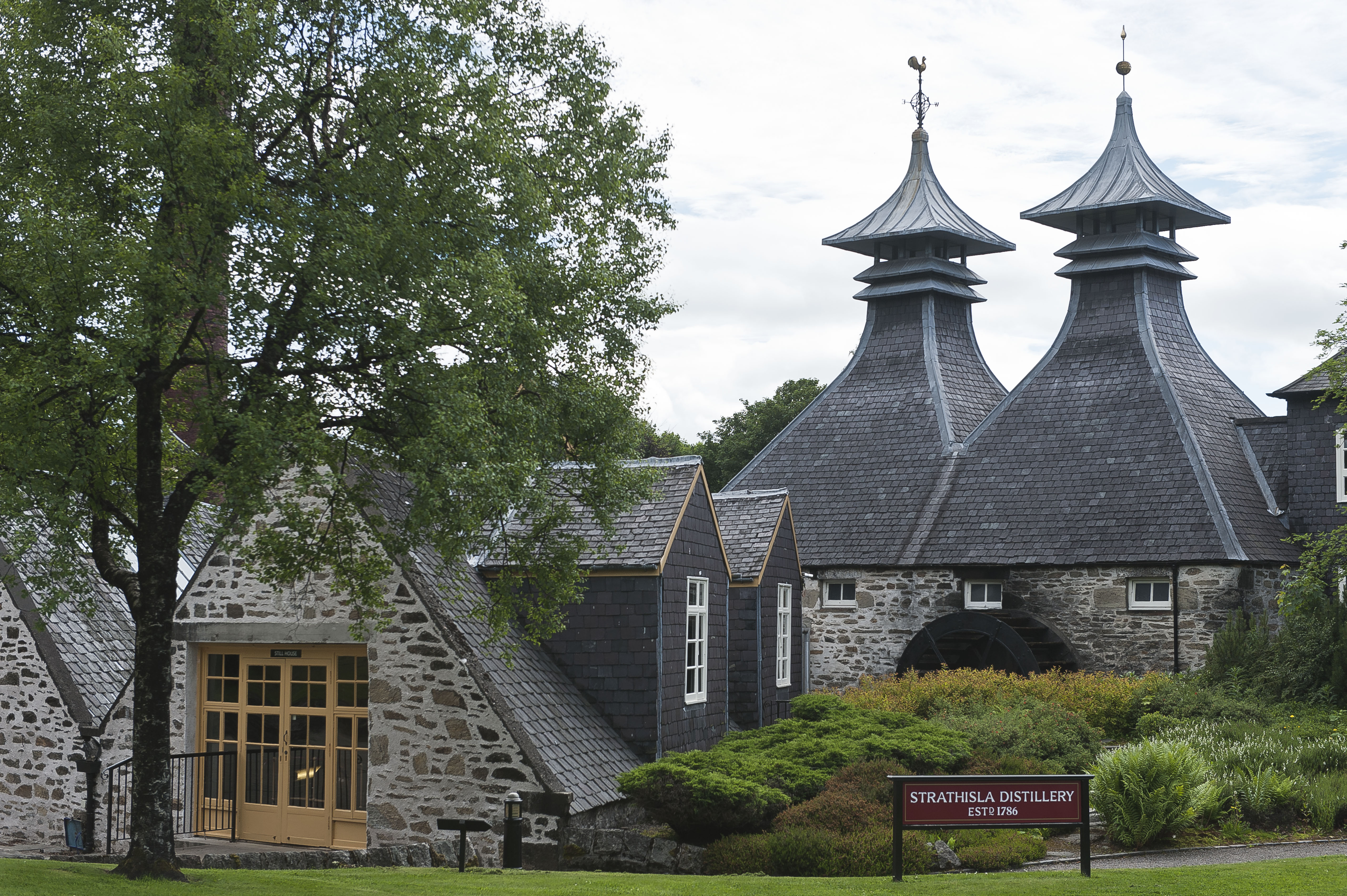
ストラスアイラのシンボルである双塔のパゴダ屋根と水車。

「伝統的なスコッチウイスキーの蒸留所」然とした歴史ある外観をしており、絵葉書のように美しい蒸留所、スコットランドでもっとも美しい蒸留所などと評される。ガイドなしの見学ができる最初で唯一の蒸留所であり、シーバスリーガルのブランド体験ツアーも行っている。また、観光地としては、スコットランド観光庁公認の5つ星を獲得しており、団体旅行のコースに組み入れられるなど高い人気がある。